# Гражданка Рут
«Гражданка Рут» (англ. Citizen Ruth) — американская комедийная драма, рассказывающая о бедной и безответственной беременной женщине, которая неожиданно привлекает внимание тех, кто активно спорит о законности абортов. Фильм является режиссёрским дебютом Александра Пэйна.

## Сюжет
Бывший парень Рут Ступс выкидывает её из ночлежки, где у них был секс. Она идёт в магазин и покупает герметик, который пшикает в бумажный пакет в переулке, чтобы получить удовольствие. Рут изображается глупой, вечно нетрезвой наркоманкой, способной почти на всё ради денег или наркотиков.
У Рут четверо детей, все из которых были изъяты из-под её опеки государством из-за её неспособности заботиться о них и даже о себе самой. Её дети разбросаны по трём разным семьям. Рут идёт к своему брату и его жене, чтобы взглянуть на двоих своих детей и попросить у брата денег.
После Рут арестовывают за употребление наркотиков, и она узнает, что снова беременна. Во время суда Рут предъявлено уголовное наказание за её более ранние правонарушения и аресты. Судья, который знает о ситуации с детьми Рут, решает смягчить приговор, если она сделает аборт. Благодаря случайной встрече с группой протестующих у тюрьмы против абортов, Рут вскоре оказывается в эпицентре борьбы между людьми по обе стороны проблемы абортов. Обе стороны пытаются ввести в заблуждение Рут. Протестующие против абортов открывают липовую клинику абортов, где они на самом деле пытаются отговаривать пациентов от получения предложенной услуги. Выступающие за аборты тайно похищают Рут, благодаря «шпионам», внедрённым в группу протестующих против них.
Обе стороны предлагают тысячи долларов, чтобы несчастная девушка гарантировала, что сохранит ребёнка или прервёт беременность. В жажде денег Рут начинает торговаться. Она становится объектом обсуждения местных новостей и политической одержимости, фигурой СМИ, где все хотят знать: «Будет она делать аборт или нет?».
На следующий день у Рут происходит выкидыш. Делая вид, что она сделала аборт, она идёт в клинику, чтобы забрать $15000, оставленные там для неё одним из охранников клиники, который верит в свободу личности. Он лично дал ей денег, чтобы противостоять предложению от группы против абортов, для того, чтобы она могла принять решение без влияния денег. Затем она покидает клинику и проходит мимо, не обращая внимания на протестующих с обеих сторон. Даже если бы она появилась в недельных новостях, ни один из пикетчиков с обеих сторон не обратил бы внимания на её присутствие. Наконец, она убегает вниз по улице.

## В ролях
| Актёр             | Роль                  |
| ----------------- | --------------------- |
| Лора Дерн         | Рут Ступс             |
| Свуси Кёрц        | Диана Сиглер          |
| Кертвуд Смит      | Норм Стони            |
| Мэри Кей Плейс    | Гейл Стони            |
| Келли Престон     | Рэйчел                |
| Майк Коннор Гейни | Харлан                |
| Кеннет Марс       | доктор Чарльз Роллинз |
| Дэвид Граф        | судья Рихтер          |
| Кэтлин Нун        | Пэт медсестра         |
| Типпи Хедрен      | Джессика Вейс         |
| Бёрт Рейнольдс    | Блейн Гиббонс         |
| Алисия Уитт       | Шэрил Стони           |
| Дайан Ладд        | мать Рут              |

## Критика
Роджер Эберт из Chicago Sun-times дал фильму 3 звезды из 4, похвалив его за «безрассудную смелость показать обе стороны в дебатах об абортах» и за его «галерею резких сатирических портретов». Оуэн Глейберман из Entertainment Weekly также дал положительную оценку фильму, отметив, что «Пейну, соавтору сценария и режиссеру этой озорной социологической чепухи удалось снять комедию об абортах». Тодд Маккарти из Variety заявил: «Режиссер Пейн, возможно, еще не обладает всеми навыками, необходимыми для того, чтобы снять полномасштабный социальный фарс; он мог бы добавить больше комических персонажей, но он набирает довольно много очков, беспристрастно подшучивая над экстремистами из обоих лагерей».